# Las vueltas del citrillo
Las vueltas del citrillo es una película mexicana de 2005 dirigida por Felipe Cazals que, siendo un drama, presenta elementos de fantasía, realismo fantástico y realismo mágico.
La película de Felipe Cazals le mereció menciones especiales de la prensa, que lo volvieron a ubicar como uno de los directores clave en la historia de la cinematografía mexicana. En los años 1970 y 1980 Cazals filmó varias películas importantes del cine de México, como Canoa, El Apando y Las poquianchis (todas en 1976) basadas en dramas sociales vividos en diferentes épocas. Ya en la siguiente década filmó varias películas de las que destacan Las siete cucas (1981), una película de comedia sexual que se separa del cine de ficheras de esa época, y Los motivos de Luz (1985), un drama que nuevamente se desarrolla en una prisión.

## Locaciones
Las locaciones utilizadas para filmar Las vueltas del citrillo fueron variadas, y es que las historias contadas por cada uno de los personajes que asisten a la pulquería exigía diferentes escenarios.
La pulquería estuvo ambientada en los Estudios Churubusco, y las locaciones externas se situaron en Amecameca, Xochimilco, Coacalco y Morelos.

## Sinopsis
La película transcurre en 1903 en la Ciudad de México, buena parte de la trama se desarrolla en Las vueltas del citrillo, una pulqueria de esa ciudad. Personajes desolados de las marginalidades del México de esa época confluyen ahí. Un oficial del ejército, que se distingue por su autoritarismo y una cobardía disfrazada, junto con dos de sus subordinados sostienen platicas animadas por los efectos del pulque; tratando el primero de hacer valer siempre su superioridad, lo cual le resulta difícil ante el carácter atrevido e irreverente del más joven de sus subordinados. El oficial está enamorado de una de las mujeres que también asisten a la pulqueria; ella tiene un niño pequeño y el oficial se ha ofrecido a ser su padrino de bautizo. Sin embargo, entre la mujer (Melba) y el joven e irreverente soldado surge una atracción que pronto culmina en un encuentro amoroso. El oficial los descubre en pleno acto sexual pero no hace nada más que mirarlos. Ese mismo día llevan a cabo el planeado bautizo y todos juntos celebran. Al atardecer el oficial hace aprenhender al joven soldado, quien a la mañana siguiente es fusilado. Ocurre que, luego de morir, el joven "despierta" y se encuentra con un personaje, muerto también, al que él admiraba mucho, un afamado bandido. Este le explica algunas cosas y lo acompaña a hacer una visita al oficial y la mujer, quienes pueden intuir una presencia extraña pero no verlos. Luego de la visita, el joven es acompañado hasta una pequeña embarcación en la que ya se le esperaba. Al despedirse dice con suma tristeza "¿pus no ya'bia resucitado?". 
Los personajes se muestran propensos a la embriaguez y al delito; el robo, la traición y el asesinato les son familiares, no así el arrepentimiento o la vergüenza. Sin embargo, el espectador puede percatarse del infortunio que a cada uno sobreviene, resultando con ello la película un cierto tipo de aleccionamiento moral. 
El elemento más sobresaliente de la película son los diálogos. Se recurre a expresiones propias de la época en la que está ambientada y se hace un marcado énfasis en el uso de refranes y dichos populares. Pero, además del bello uso del lenguaje que el espectador puede apreciar, ese modo de expresión por refranes y dichos juega un papel fundamental en la trama.

## Elenco
- Damián Alcázar - Sgto. Salvador Collazo Narváez.
- José María Yazpik - José Isabel Dircio Galván.
- Vanessa Bauche - Melba.
- Jorge Zárate - Cabo Edelmiro Aboytes Malacara.